# Scheurebe

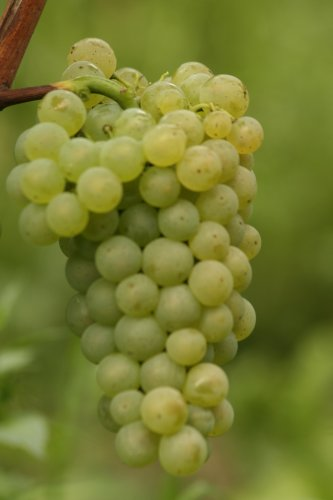
Scheurebe

Scheurebe is een witte druivensoort. Het is een kruising tussen Bukettraube en de Riesling-druif en is in 1916 door de Duitse onderzoeker en wijnboer Georg Scheu voor het eerst benoemd en in cultuur gebracht.
De van Scheurebe gemaakte wijn heeft aroma's van rode bessen en pompelmoes. Van deze druif wordt dikwijls zoete dessertwijn gemaakt.
Het meest wordt deze druif aangeplant in de Duitse wijnstreken Rheinhessen en Palts.

## Synoniemen
Alzey S.88, Dr. Wagnerrebe, S88, Sämling, Sämling 88, Scheu 88, Scheu Riesling.